# Ryska polarforskningsinstitutet
Ryska polarforskningsinstitutet (ryska: Арктический и антарктический научно-исследовательский институт, förkortat ААHИИ, engelska: The Arctic and Antarctic Research Institute), är Rysslands organisation för forskning i Arktis och Antarktis. Dess huvudkontor finns i Sankt Petersburg. Institutet grundades 1920 och har sitt nuvarande namn sedan 1958. 
Institutet bedriver forskning inom flera områden, bland annat oceanografi, glaciologi, meteorologi, hydrologi, geofysik och polargeografi. Många kända vetenskapsmän har varit verksamma vid institutet, bland andra Alexandr Karpinskij, Alexander von Fersmann, Juli Shokalskij, Nikolaj Knipovitj, Lev Berg, Otto Schmidt, Rudolf Samoylovtjh, Vladimir Vize, Pjotr Shirshov, Nikolaj Urvantsev och Yakov Gakkel.